# Hudson Hornet

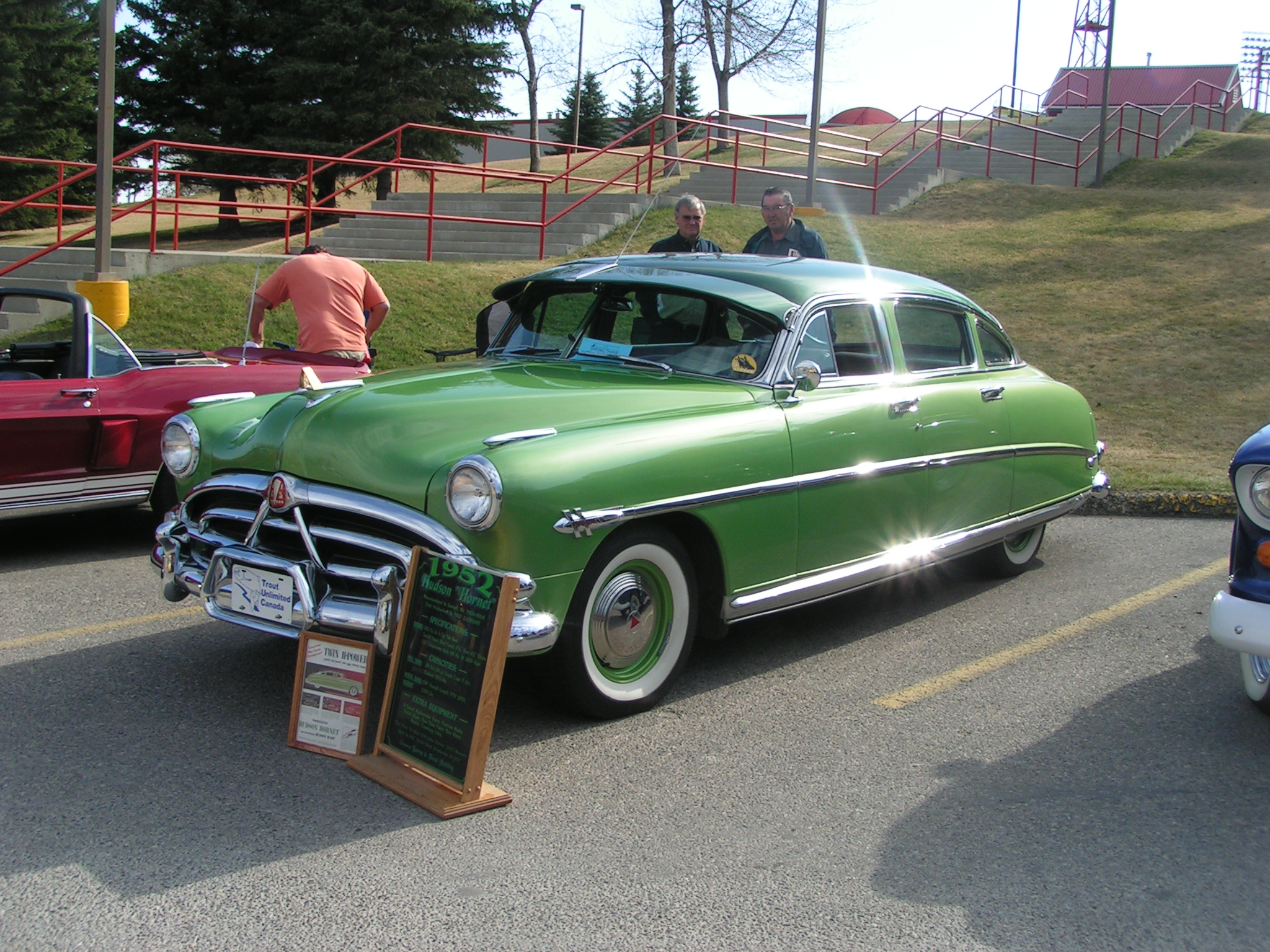
Frontansicht

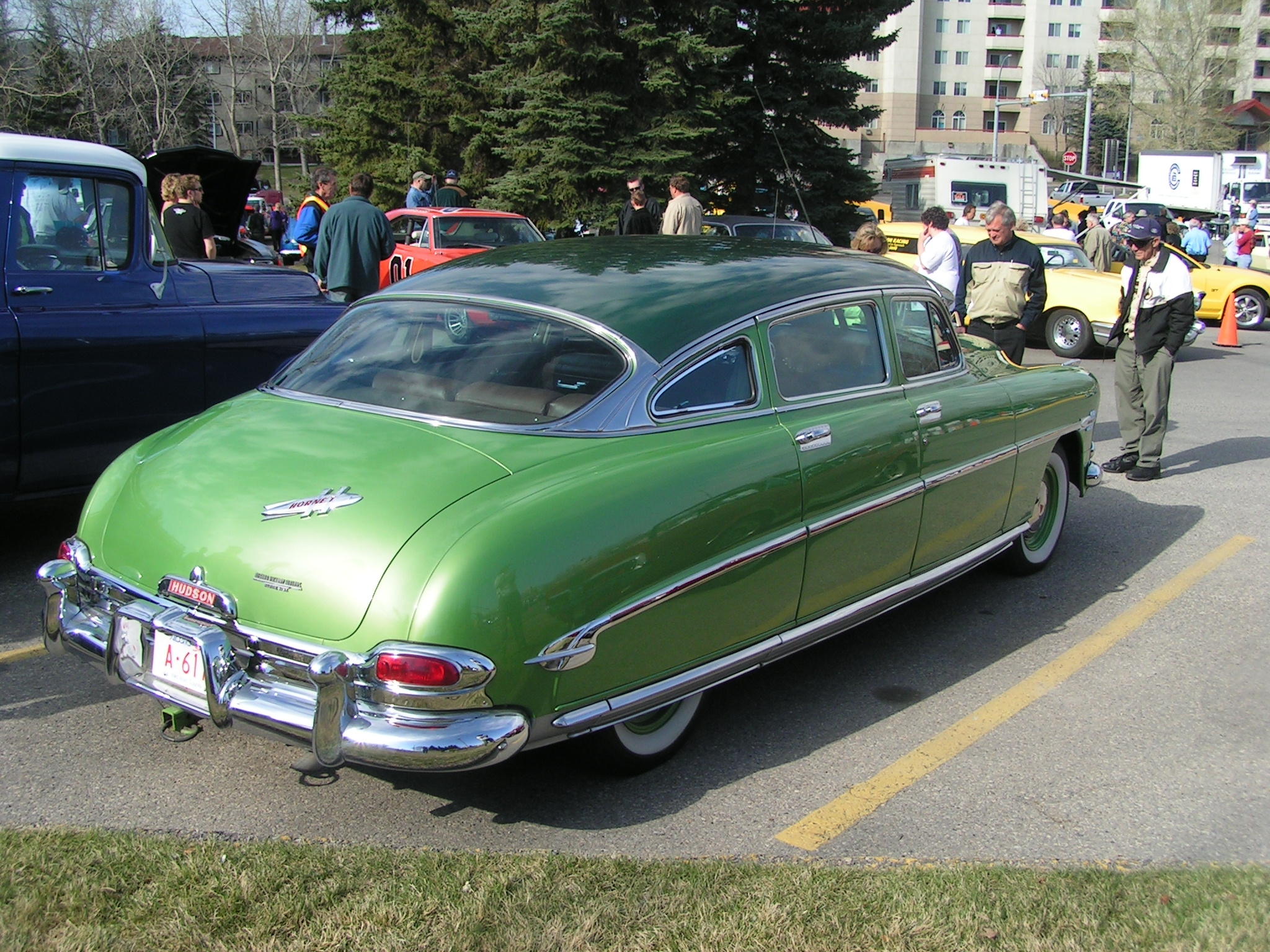
Rückansicht

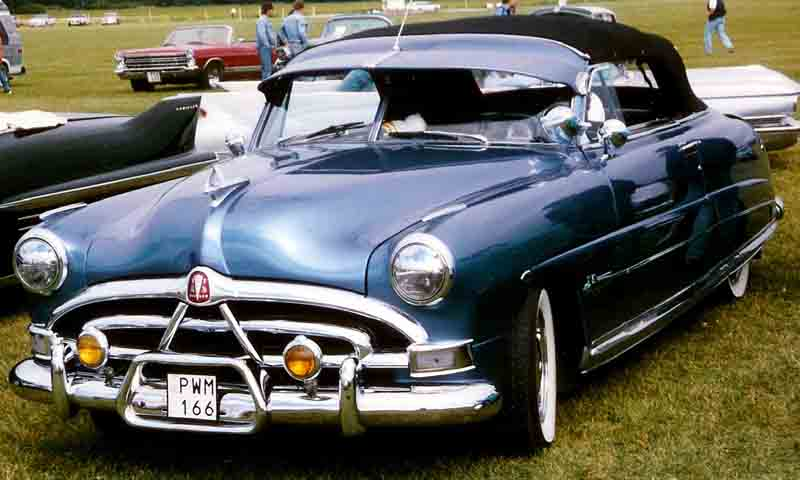
Hudson Hornet Cabriolet (1951)

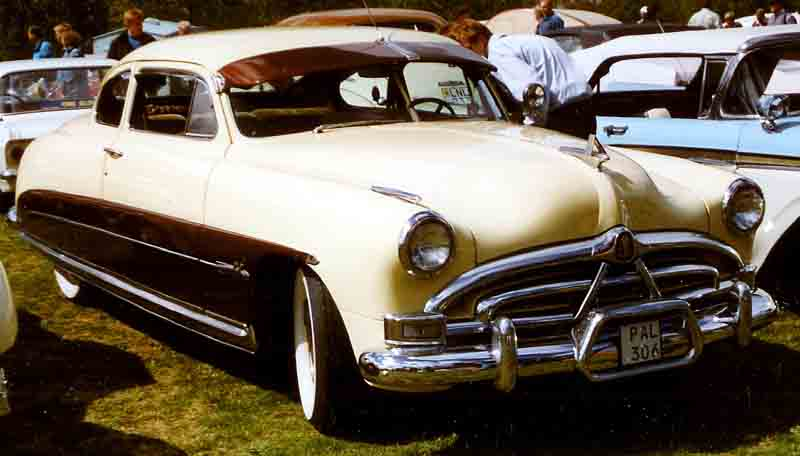
Hudson Hornet Club Coupé (1951)

Der Hudson Hornet („Hornisse“) war ein Pkw-Modell der Oberklasse, den die Hudson Motor Car Co. in Detroit, Michigan, von 1951 bis 1954 herstellte. Anschließend baute die aus der Hudson Motor Car Co. und Nash-Kelvinator Corporation fusionierte American Motors Corporation (AMC) den Hornet unter dem Markennamen Hudson weiter bis 1957.

## Modellreihen

### 1951–1953
Der Hornet wurde im Modelljahr 1951 eingeführt und basierte auf Hudsons „Step Down“-Design, das im Modelljahr 1948 mit dem Commodore eingeführt worden war. Die neuen Wagen gab es als zwei- und viertürige Limousine (welche 2568 USD kostete), Coupé (für mindestens 2543 USD) und Cabriolet (3099 USD) mit einem Radstand von 3150 mm. Das „Step Down“-Design verband Rahmen und Karosserie (durch Verschweißung) zu einem Bauteil („Unibody“). Der Fußraum der „Step Down“-Modelle war zwischen die Rahmenträger eingelassen, anstatt – wie bis dahin üblich – auf diese aufgesetzt zu werden. So stiegen die Passagiere in den fast 5,30 m langen und gut 1,98 m breiten Hudson hinunter – daher der Name.
Der Hornet hatte den Hudson H-145 L-Head-Sechszylinder-Reihenmotor mit 5047 cm³ (308 in³) Hubraum mit stehenden Ventilen (SV), hohem Verdichtungsverhältnis und einem Doppelvergaser von Carter, der 145 brutto SAE-PS (kurz bhp) bei 3800/min leistete und ein Drehmoment von 373 Nm entwickelte. Er hatte eine Verdichtung von 7,2 : 1. Dieser Reihensechszylinder galt in jener Zeit als der PKW-Motor mit dem größten Hubraum je Zylinder weltweit. Im Jahre 1952 wurde die „Twin-H-Power“-Version (Twin Horse Power – Zwillings-Pferdestärke) dieses Motors eingeführt, die zwei einzelne Vergaser auf einem entsprechend komplexen Ansaugkrümmer hatte und damit 170 bhp leistete, 25 % mehr als die Standardversion. Dieser Motor, aufgebohrt auf 5588 cm3, konnte mit den später verfügbaren „7-X“-Optionen werkseitig auf bis zu 210 bhp gebracht werden.
In den Jahren 1952 und 1953 erhielt der Hornet kleinere kosmetische Veränderungen und basierte immer noch auf dem Commodore Eight, unterschied sich jedoch sichtbar in einer Reihe von Details. Der 1953er Jahrgang war der letzte mit den zweiteiligen geraden Windschutzscheiben und konnten erstmals mit GMs Zweigang-Automatikgetriebe vom Typ Hydra-Matic bestellt werden, das selbst erst ein Jahr vorher vorgestellt worden war.
Vom Hornet wurden 43.656 Stück im Modelljahr 1951 hergestellt, 35.921 Stück im Modelljahr 1952 und 27.208 Stück im Modelljahr 1953.

### 1954
Erst 1954 wurde der Hornet gründlich überarbeitet, was ein schwieriges Unternehmen war, da das „Step Down“-Design mit dem Rahmen um den Fußraum eine bestimmte Karosserieform bedingte, und so war ein umfangreicher Werkzeugaustausch notwendig. Er basierte auf dem Super Wasp des Modelljahres und teilte sich in die Modelle Hornet (Serie 7D) und den neuen Hornet Special (Serie 6D) auf. Der Hornet von 1954 bekam eine neue Innenausstattung mit einem neuen Armaturenbrett sowie Verkleidungen, die für seine Zeit überraschend modern wirkten. Die Windschutzscheibe war ebenfalls einteilig. Obwohl der Hornet in Styling und Design seinen zeitgenössischen Konkurrenten in nichts nachstand, kam diese Modernisierung doch zu spät um die Verkaufszahlen nachhaltig zu verbessern.
Im letzten Baujahr 1954 als Original-Hudson war nach wie vor kein V8-Motor erhältlich, der serienmäßige 5-Liter-SV-Sechszylinder entsprach nicht mehr dem Stand der Technik, aber er leistete nunmehr mindestens 160 bhp, die auf Wunsch werkseitig erhältliche aus dem Rennsport inspirierte „Twin-H-Power“-Version 170 bhp.
Im letzten Jahr vor der Fusion der Hudson Motor Car Co. mit der Nash-Kelvinator Company zur American Motors Corporation (AMC) wurden 24.833 Hornets gebaut.

### 1955–1957

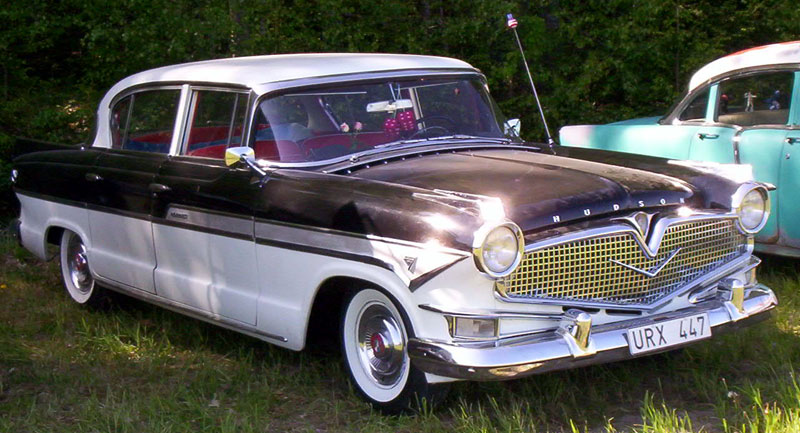
Hudson Hornet Series 80 Limousine (1957)

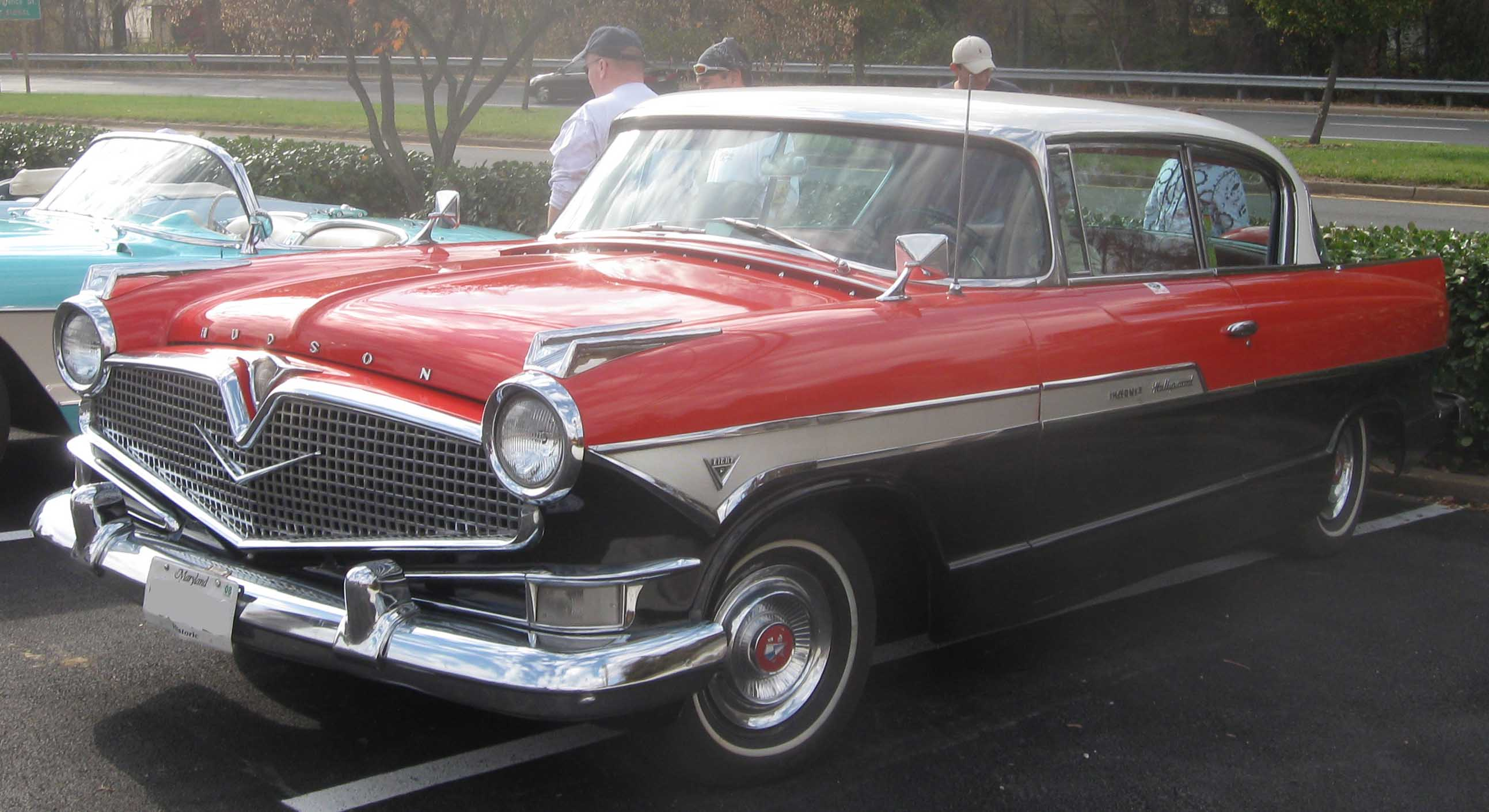
Hudson Hornet Hollywood Coupé(1957)

In seinen letzten drei Modelljahren war der Hornet ein Produkt der im Jahre 1954 neu gegründeten American Motors Corporation (AMC). Ende 1954 wurde die Fertigungsstätte von Hudson in Detroit geschlossen und die gesamte Produktion der Hudson-Modelle nach Kenosha, in die in Wisconsin gelegene Fabrik von Nash, verlegt. Alle Hudsons basierten von da an auf den großen Nash-Modellen, hatten jedoch ein besonderes Hudson-Styling.
Im Jahre 1955 erschien der Hudson als konservativ gestaltetes Auto, welches auf einem Nash basierte und die Styling-Elemente des Wasp übernahm. Dazu gehörte eine besonders breite Panoramawindschutzscheibe und ein wabenförmiger Grill. Viertürige Limousinen als Custom oder Super und zweitürige Hardtop-Coupés mit dem Namen Hollywood-Coupé wurden angeboten, jedoch keine Cabriolets. Neu waren bei Hudson die Liegesitze, welche von Nash übernommenen wurden. Zum ersten Mal in seiner Modellgeschichte war der Hornet mit V8-Motor in den Varianten Hornet Super und Custom erhältlich. Der Sechszylinder leistete noch immer 160 bhp oder als Twin-H-Power-Motor 170 bhp. Mit dem V8 erwarb der Kunde einen 208 bhp starken 5,2 Liter (320 in3) Motor, der von Packard stammt.
Die AMC-Geschäftsleitung beschloss, dem Hornet im Modelljahr 1956 mehr Charakter zu verleihen und der Designer Richard Arbib wurde mit dem Entwurf beauftragt. Er verschaffte den Modellen Hornet und Wasp ein in den 1950er-Jahren einzigartiges Aussehen, das man „V-Line-Styling“ nannte. Er ließ sich vom dreieckigen Hudson-Firmenzeichen inspirieren und wiederholte dessen V-Form an allen möglichen Stellen innen und außen am Wagen. Verbunden mit einer Dreifarbenlackierung war dieses Styling einzigartig und sofort zu bemerken. Dieses auffallende Aussehen jedoch konnte die Käufer nicht überzeugen, und so sanken die Verkaufszahlen auf 13.130 Stück im Jahre 1956. Davon entfielen 8152 Stück auf das Halbjahr vor der Stylingänderung und nur 4978 Stück auf die Zeit danach.
Die Lösung für die Unternehmensleitung war, der „V-Line“ 1957 mehr Ornamente hinzuzufügen, z. B. kleine Kotflügelflössen oberhalb der gerundeten Heckbleche, um die Verkaufszahlen wieder anzukurbeln. Die Kundschaft reagierte jedoch mit nur noch 3.108 Bestellungen.
Die Produktion des Hornet wurde am 25. Oktober 1957 eingestellt. Gleichzeitig gab AMC den Namen Hudson (und auch Nash) auf und alle Wagen hießen fortan Rambler. Nachfolger des Hornet wurde 1958 der Rambler Ambassador.

## Epilog
Im Jahre 1970 nahm AMC den Namen Hornet noch einmal auf,  diesmal für einen Kompaktwagen, der den Rambler American ersetzte.

2023 wurde der Name von Dodge benutzt.

## Rennsport-Erfolge in der NASCAR- und AAA-Serie

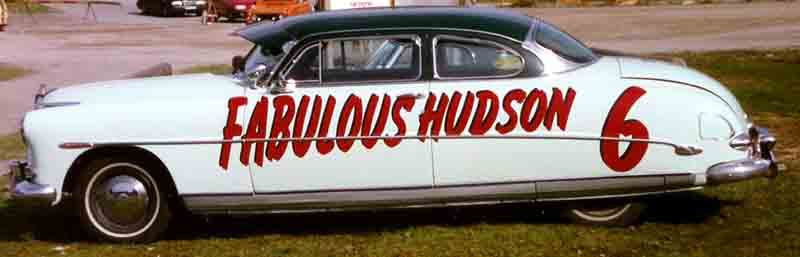
Fabulous Hudson Hornet

Im Laufe des Jahres 1952 gewannen Hornets, die von Marshall Teague, Herb Thomas und Tim Flock gefahren wurden, 27 NASCAR-Rennen. In der AAA-Serie fuhr Teague einen speziell aufgebauten Hornet, den er „Fabulous Hudson Hornet“ nannte, zu 14 Siegen in derselben Saison. So gewann Hudson 40 von 48 Rennen der Saison, ein Prozentsatz von 83 %.

## Film
Im Film Cars von 2006 verlieh Paul Newman seine Stimme einem Hornet namens „Doc Hudson“, der der Sieger dreier „Piston Cups“ in den 1950er-Jahren war. Während des Films hilft er dem Rennwagen Lightning McQueen, ein wichtiges Rennen zu gewinnen.